# Saint-Dominique
Ne doit pas être confondu avec Saint-Dominique-du-Rosaire.
Pour les articles homonymes, voir Saint Dominique, Dominique et Sainte Dominique.
Saint-Dominique (avec un tiret) est une municipalité dans la municipalité régionale de comté des Maskoutains au Québec (Canada), située dans la région administrative de la Montérégie.

## Toponymie
Elle est nommée en l'honneur de Dominique de Guzmán, fondateur de l'Ordre des Prêcheurs.

## Histoire
La municipalité faisait partie de l'ancien comté de Bagot. 
En 2008, Saint-Dominique a célébré son 175e anniversaire. Cela a donné lieu à la publication d'un album souvenir: Saint-Dominique 175 ans d'histoire.

## Géographie
La rivière McKay traverse le nord-est le la municipalité en coulant vers le nord-ouest.
La route 137 en traverse l'ouest en direction nord-ouest.

## Démographie
| 1991  | 1996  | 2001  | 2006  | 2011  | 2016  | 2021  |
| ----- | ----- | ----- | ----- | ----- | ----- | ----- |
| 2 103 | 2 236 | 2 231 | 2 132 | 2 327 | 2 553 | 2 741 |

## Administration
Les élections municipales se font en bloc et suivant un découpage en six districts.
| Saint-Dominique Maires depuis 2003                                                                                   |                |         |          |
| Élection | Maire          | Qualité | Résultat |
| 2003 | Robert Houle   |         | Voir     |
| 2005 | Robert Houle   | Voir    |          |
| 2009 | Robert Houle   | Voir    |          |
| 2013 | Robert Houle   | Voir    |          |
| 2017 | Robert Houle   | Voir    |          |
| 2021 | Hugo McDermott |         | Voir     |
| Élection partielle en italique Depuis 2005, les élections sont simultanées dans toutes les municipalités québécoises |                |         |          |